# Ariel Ibagaza
Ariel Miguel Santiago Ibagaza, né le 27 octobre 1976 à Buenos Aires, est un footballeur international argentin évoluant au poste de milieu offensif. Il a été formé au Club Atlético Lanús, dans la banlieue de sa ville natale, où il fut entraîné par Héctor Cúper. Il est actuellement entraîneur adjoint dans le club de l'Olympiakos.

## Biographie
Il se révèle au Championnat du monde des moins de 20 ans en 1995, au Qatar, où on le compare à Diego Maradona. 
Il rejoint en 1998 Héctor Cúper au RCD Majorque, où il s'illustre en gagnant la Coupe du Roi, en 2003. La saison suivante, il signe à l'Atlético Madrid où il restera trois saisons. 
Durant l'été 2006, il retourne au RCD Majorque. En 2008, Ibagaza signe un contrat de deux ans avec le dauphin du Real Madrid, Villarreal. En juillet 2010, il décide de rejoindre l'Olympiakos le Pirée, où il signe un contrat de deux ans.
Ibagaza finit sa carrière au Paniónios GSS où il évolue durant la saison 2014-2015.

## Palmarès
En club
 CA Lanús
- Coupe CONMEBOL
  - Vainqueur : 1996

 RCD Majorque
- Coupe du Roi
  - Vainqueur : 2003

- Supercoupe d'Espagne
  - Vainqueur : 1998

 Olympiakos
- Championnat de Grèce
  - Vainqueur : 2011, 2012, 2013 et 2014

- Coupe de Grèce
  - Vainqueur : 2012 et 2013

En sélection
 Argentine -20 ans
- Coupe du monde des moins de 20 ans
  - Vainqueur : 1995